# Himno del Club Sport Emelec
El «himno del Club Sport Emelec», fue escrito por el historiador ecuatoriano Efrén Avilés Pino, en el año de 1991 en conmemoración a la reinauguración del estadio Capwell, Efrén Avilés fue Aficionado del Club Sport Emelec.

## Historia
Originalmente el Equipo eléctrico contaba con un himno, que se puede leer en una placa ubicada en los ingresos a la suite del Estadio George Capwell, por la entrada a los graderíos de la Av. General Gómez. La experiencia artística y la profunda afición por el equipo azul logró condensar el sentimiento de la hinchada por su equipo en un himno de letra y música contemporánea.

## Letra del antiguo himno
A la carga, Emelec, a la carga,
con malicia y coraje a luchar,
al rival dad el golpe que embarga
y una vez, y otra vez a triunfar,
al rival dad el golpe que embarga
y una vez, y otra vez a triunfar,
II
El ataque que surja potente,
decisiva que sea vuestra acción,
haced ver que en el pecho latente,
de vosotros está el corazón.
III
Sois muchachos a quienes la vida
va sonriendo y brindando salud,
y gritando soberbia, engreída 

## Letra del actual himno
Como si se tratara de una profecía en el año 2018 luego de colocado los paneles de la fachada del estadio debido a la reinauguración del Capwell en el 2017, gracias a la tecnología de luces led, el estadio Capwell se puede iluminar de colores.
“Los domingos Guayaquil está de fiesta, los muchachos están listos a vencer, el estadio se ilumina de colores y se llena con la hinchada Emelec”